# Gagata youssoufi
Gagata youssoufi es una especie de peces de la familia Sisoridae en el orden de los Siluriformes.

## Morfología
Los machos pueden llegar alcanzar los 5 cm de longitud total.
Número de  vértebras: 37-38.

## Hábitat
Es un pez de agua dulce y de clima tropical.

## Distribución geográfica
Se encuentran en Asia, en las cuencas del Brahmaputra y el Ganges (Bangladés e India ).